# Iwona Skowron-Dobrowolska
Iwona Skowron-Dobrowolska (ur. 20 marca 1966 w Warszawie) – polska artystka, architektonistka, absolwentka Akademii Sztuk Pięknych w Warszawie.

## Życiorys
Iwona Skowron-Dobrowolska ukończyła w 1989 r. Akademię Sztuk Pięknych w Warszawie na wydziale Grafiki w pracowni Grafiki Warsztatowej prof. Haliny Chrostowskiej. Uzyskała tytuł magistra tworząc cykl linorytów „Obecność”. Czas studiów przypadł na możliwość kontaktu z postaciami mającymi ogromny wpływ na kreowanie polskiej sztuki. Pośród nich byli prof. Halina Chrostowska, prof. Stanisław Wieczorek, prof. Rafał Strent, prof. Zdzisława Ludwiniak, Teresa Pągowska, Jerzy Tchórzewski, Janusz Przybylski.

## Twórczość
Artystka skupia swoją twórczość malarską wokół mocnych kolorów, wyrazistych barw, które kontrastują z wczesną twórczością prezentowaną w czarno-białych linorytach. Obecnie poświęca się malowaniu przestrzeni miejskiej, krajobrazów miast skupiając się na przybliżeniu odbiorcy pewnych wycinków, fragmentów nie narzucając odbiorcy ideologii, znaczeń czy „właściwego” sposobu odbioru jej prac.
„Płótna nie budzą w nas żadnego zwątpienia i przemawiają wspaniałymi barwami, światłem, kompozycją. To pojęcie prawdy i piękna, które o sobie i w swojej pracy przedstawia nam artystka wypływa z jej życia i emocji, a zwłaszcza z wielkiej chęci tworzenia. (...)”
„Miasta mają różne cechy, jednak we wszystkich częściach globu ludzie chcą być razem, na dobre i na złe. Eremici nigdy nie zdominowali społecznych obyczajów – więc cieszmy się obrazami Iwony Skowron-Dobrowolskiej, rejestrują bowiem klimaty przyszłości. Bez medialnych skandali, bez imitacji społecznych czy politycznych zaangażowań, za to naturalnie i ze skupioną refleksją nad tym, co ważne teraz i co może być ważne jutro.”

## Wystawy indywidualne i zbiorowe
- 2025 – Pejzaż zamknięty, indywidualna wystawa malarstwa, Galeria Rogatka, Radom[6]
- 2025 – ZOOM IN 3, indywidualna wystawa malarstwa, Galeria Kotłownia, Centrum Sportu i Kultury, Garwolin[7]
- 2025 – Miasto Wolę, indywidualna wystawa malarstwa, Fabryka Norblina[5][8]
- 2024 – Fakty Zapamiętane, indywidualna wystawa malarstwa i grafik, Ursynowskie Centrum Kultury "Alernatywy"[2]
- 2024 – ZOOM IN 2, indywidualna wystawa malarstwa, Galeria Otwarta Kolonia[9]
- 2024 – Architektonistki i Architektoniści, wystawa zbiorowa malarstwa, Galeria Łowicka[10]
- 2023 – ZOOM IN, indywidualna wystawa malarstwa, Galeria Apteka Sztuki[11]
- 2016 – Wystawa Zbiorowa Malarstwa Polskiego, Beacon
- 2015 – Współczesna Sztuka Polska – 4 edycja IdkArt, wystawa zbiorowa, Przedstawicielstwo Komisji Europejskiej w Helsinkach[12]
- 2014 – Kolor, szarość, czerń, wystawa malarstwa i rysunku, Galeria Centrum Idei ku Demokracji
- 2014 – Polska Sztuka Współczesna, wystawa zbiorowa, Poriginal Galleria(inne języki)
- 2014 – Adnotacja, indywidualna wystawa malarstwa, Galeria 8+[13]
- 2012 – Obecność, indywidualna wystawa malarstwa, Galeria Schody[14][15]
- 2012 – Zbiorowa wystawa malarstwa, Galeria Rembertów
- 2011 – Wystawa poplenerowa malarstwa, grafiki i fotografii, Stowarzyszenie Wiatraki Kultury
- 2010 – Wystawa poplenerowa malarstwa, grafiki i fotografii, Stowarzyszenie Wiatraki Kultury
- 1993 – Wystawa Polskiej Grafiki, Maastricht
- 1991 – XIII Międzynarodowe Triennale Grafiki, wystawa pokonkursowa Kraków
- 1990 – Biennale Grafiki „Wobec Wartości”, wystawa pokonkursowa, Muzeum Archidiecezjalne w Katowicach – artystka uzyskała II Nagrodę w III Ogólnopolskim Konkursie na Grafikę Artystyczną Muzeum Diecezjalnego